# Utabaenetes
Utabaenetes é um género de insecto da família Rhaphidophoridae.
Este género contém as seguintes espécies:
- Utabaenetes tanneri